# Ментик

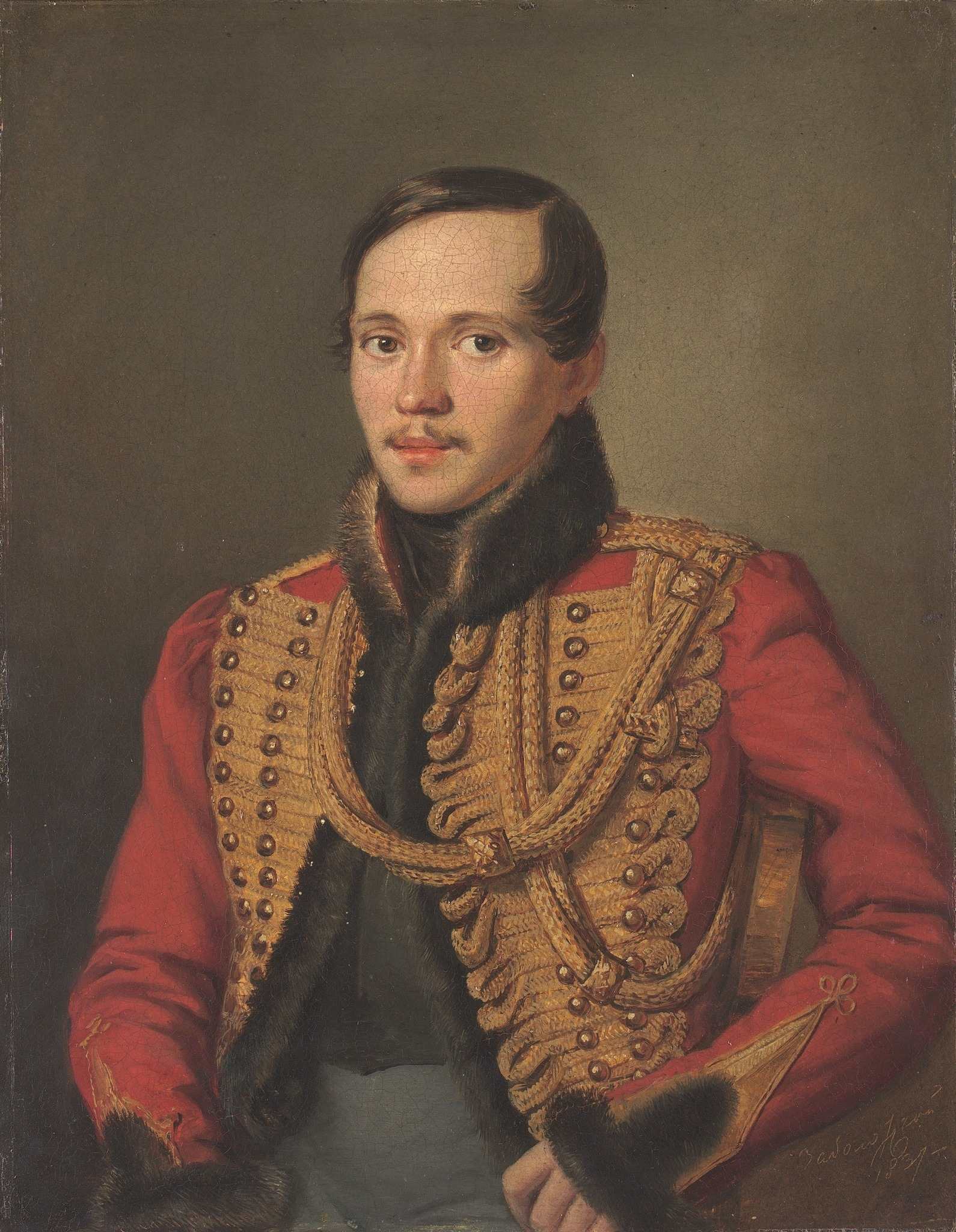
М. Ю. Лермонтов в однострої лейб-гвардії Гусарського полку (1837).

Ме́нтик (від угор. mente — «плащ», «накидка») — короткий одяг, схожий на куртку, обкладену хутром, з ґудзиками в кілька рядів, зі шнурками і петлями.
Ментик був частиною форменого одягу  гусарів, який в холодну пору року надягали зверху доломана. У теплий період року, ментики носили накинутими на ліве плече, від звалювання ментик утримувався шнурком, який охоплював шию та мав назву ментишкет. У російській армії у теплу пору року з 1836 року ментик носили за спиною, за винятком гусарів, озброєних піками (частина полку під час бойових дій, наприклад у війні 1812 року). Перед атакою ментик було положено знімати зовсім або надягати у рукави, аби він розвиваючись на скаку, не створював незручностей.

## Ментики в Україні
Протягом 1760-70-х років ментик (під назвою ментия або ментія) був складовою частиною гусарського однострою Надвірної компанійської корогви гетьмана Розумовського. Надвірна команда («їздові»), що знаходилась при похідній канцелярії гетьмана в Санкт-Перебурзі, мала ментики блакитні у поєднанні з червоними доломанами та чакчирами (гербові кольори Розумовського), тоді як решта особистого складу корогви мала червоні ментики у поєднанні з зеленими доломанами та чакчирами (традиційні кольори компанійських полків).
З 1765 року Слобідські козацькі полки були розформовані, а з їх особового складу було створено п'ять нових гусарських полків. Кольори одностроїв гусарських полків, збігалися з кольорами скасованих козацьких полків. У козаків ці кольори були такі: сині кунтуші в усіх полках, жупани, чекмені та шаровари по полках — у Харківському — жовті, у Сумському — світло-сині, у Охтирському — зелені, у Ізюмському — червоні та у Острогозькому — червоно-помаранчеві. У новосформованих гусарських полках кольори чекменів та шароварів стали кольорами доломанів та чакчирів, тоді як колір кунтушів повинен був стати кольором ментиків, але згідно з «Історичним описом одягу та озброєння російських військ» останній вказаний як чорний.